# Tim Rönning
Anton Tim Gösta Rönning (Kilafors, 15 febbraio 1999) è un calciatore svedese, portiere dell'Halmstad.

## Carriera

### Club
È cresciuto nel Kilafors IF, club con sede presso l'omonima area urbana di Kilafors in cui lui stesso è nato.
Con la prima squadra del Kilafors IF ha avuto anche modo di esordire giovanissimo in prima squadra nel campionato di Division 6.
Nell'agosto del 2014, all'età di 15 anni, si è unito all'Hudiksvalls FF, con cui però non ha mai giocato poiché è stato girato in prestito in Division 4 al Forsa IF sia per la seconda parte della stagione 2014 che per la prima parte della stagione 2015.
Nell'estate del 2015 si è trasferito all'Elfsborg, società militante nella massima serie svedese con cui ha iniziato a giocare inizialmente nella rispettiva formazione Under-17. Nel luglio del 2018 è stato ufficialmente promosso in prima squadra, con un contratto professionistico di tre anni e mezzo. Le sue prime apparizioni ufficiali in campionato risalgono alle ultime 8 giornate dell'Allsvenskan 2019, anche in virtù del fatto che il titolare Kevin Stuhr Ellegaard fosse stato messo fuori rosa. La dirigenza del club giallonero ha poi deciso di puntare su Rönning anche per il futuro, facendolo diventare a tutti gli effetti il nuovo portiere titolare con un nuovo accordo contrattuale valido fino al 2024. È stato uno dei tre candidati al premio di portiere dell'anno dell'Allsvenskan 2020.
Durante l'Allsvenskan 2022, tuttavia, intorno a metà campionato, ha perso il posto da titolare in favore dell'emergente giovane Hákon Rafn Valdimarsson di cui è stato riserva anche l'anno seguente, prima di lasciare il club.
Al fine di trovare maggiore spazio, infatti, al termine della stagione 2023 Rönning ha lasciato l'Elfsborg per approdare all'Halmstad con un contratto quadriennale valido a partire dal gennaio 2024.

### Nazionale
Ha giocato nelle nazionali giovanili svedesi Under-17 ed Under-19.